# Giuseppe D'Abundo (traghetto)
Il Giuseppe D'Abundo è stato un traghetto, appartenuto alla Medmar dal 2003 al 2006.

## Servizio
Varato il 24 aprile 1967 nel cantiere navale R. & W. Hawthorn Leslie and Company di Hebburn con il nome di Antrim Princess e consegnato il 10 dicembre successivo alla Caledonian Steam Packet Co, prende servizio il 20 dicembre nei collegamenti tra Stranraer e Larne.
Il 1º gennaio 1969 viene trasferito alla British Transport Group, continuando ad operare sulla stessa rotta.
Dal 6 ottobre al 1º novembre 1981 opera nei collegamenti tra Heysham e Douglas.

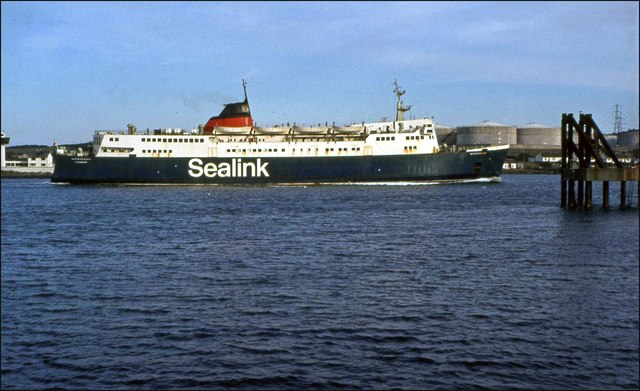
L'Antrim Princess in arrivo a Larne nel 1984.

Il 9 dicembre 1983, durante la navigazione verso Stranraer, scoppia un incendio nel quadro elettrico del traghetto, provocando un'avaria totale dei motori. Il traghetto, privo di propulsione, finì dunque alla deriva a causa del forte vento. Tuttavia, a causa del fondale profondo, le ancore non riescono ad incagliarsi e l'Antrim Princess finisce a ridosso della costa dell'isola di Muck. Durante la deriva, tutti e 108 i passeggeri ed i 20 membri dell'equipaggio vennero evacuati in elicottero.
Successivamente, l'incendio viene domato ed il traghetto riesce a fermare la propria deriva grazie all'incagliamento delle ancore nei bassi fondali dell'isola.
Il giorno successivo viene disincagliato e rimorchiato nei cantieri navali Harland and Wolff di Belfast, dove viene riparato.
Il 28 dicembre torna regolarmente in servizio.
Il 5 ottobre 1985 viene noleggiato alla Isle Of Steam Packet Co e, ribattezzato Tynwald nell'aprile del 1986, prende servizio il 2 maggio nei collegamenti tra Heysham e Douglas.

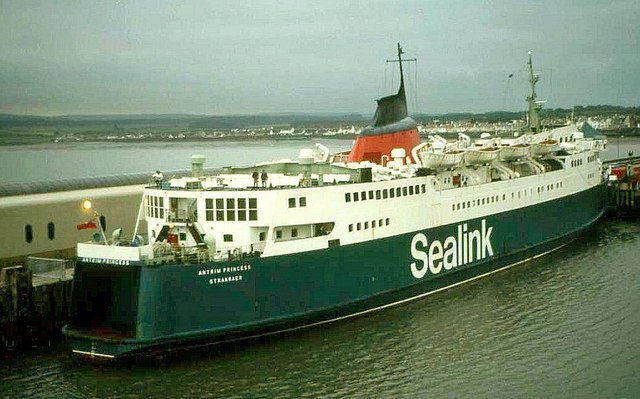
L'Antrim Princess ormeggiato a Stranraer nel 1985.

Il 18 febbraio 1990 termina il noleggio e quattro giorni dopo viene disarmato lungo il fiume Fal e messo in vendita.
Nel marzo del 1990 viene venduto all'armatore italiano Agostino Lauro, proprietario della Linee Lauro e, ribattezzato Lauro Express, prende servizio nei collegamenti tra Napoli, Palau e Porto Vecchio sotto le insegne di quest'ultima.
Nel dicembre del 2003 viene ribattezzato Giuseppe D'Abundo e trasferito in flotta Medmar.
Nel giugno del 2005 viene noleggiato per la stagione estiva alla Di Maio Lines e prende servizio nei collegamenti tra Bari e Durazzo. Terminato il noleggio, viene disarmato a Napoli.
Nel novembre del 2006 ne viene annunciata la cessione alla società nevisiana Yaymouth Ltd e, ribattezzato Stella l'11 di dicembre, giunge il 19 gennaio 2007 ad Alang, dove viene spiaggiato e successivamente demolito.